# Cavendishia chiriquiensis
Cavendishia chiriquiensis är en ljungväxtart som beskrevs av A. C. Smith. Cavendishia chiriquiensis ingår i släktet Cavendishia och familjen ljungväxter. Utöver nominatformen finns också underarten C. c. bullata.